# Јевта Златановић
Јевта (Станојко) Златановић (рођен 14. фебруара 1942. у Сурлици, општина Трговиште код Врања, ФНРЈ) је професор физичког васпитања и спортски хроничар. Основну школу завршио је у Прокупљу. Школу за физичку културу завршио је у Земуну, дипломирао је на Факултету за Физичку културу у Београду 1972. године. Бавио се гимнастиком, био је репрезентативац Србије, играо је и кошарку. Био је тренер женске гимнастичарске екипе Прокупља. Обављао је значајне функције у ДТВ "Партизан" и Соколском друштву Прокупља. Био је дугогодишњи члан председништва Соколског друштва Србије. Умро је 12. октобра 2008 . године у Прокупљу, а сахрањен је на Градском гробљу у Прокупљу.

## Каријера

### Тренерски рад
Јевта Златановић је био тренер женске гимнастичарске екипе Прокупља у саставу Биљана Кукућ, Јоланда Маринковић, Сузана Стефановић, Сузана Младеновић и Снежана Динић, која је 1982. године на Олимпијским спортским играма школске омладине Србије (ОСИШОС) на Републичком првенству у спортској гимнастици освојила прво место.

## Награде и признања
- За изузетне резултате у васпитно - образовном раду Просветни савет Србије доделио му је звање "Професор педагошки саветник“.
- Председништво СФРЈ својим указом бр. 65 од 2. октобра 1980. године, одликовало га је " Медаљом рада“.
- Добитник је "Октобарске награде ослобођења града Прокупља“.

Његов друштвено - спортски рад награђен је :
- Златном плакетом гимнастичког савеза Србије,
- Златном плакетом општинског савеза "Партизан" ,
- Златном плакетом "Партизан" републичког савеза Србије,
- Златном плакетом републичког одбора ОСИШОС Србије,
- Златном значком планинарског савеза Србије.

## Публикације
1. "Фудбалски клуб Топличанин" 1887 - 1987., Посвећена стогодишњици спорта у Прокупљу.
2. "Фудбалски клуб Топличанин" 1919 - 1989., Посвећена седамдесетогодишњици клуба.
3. "Соко-Партизан" 1907 - 1952 - 1997., Организација за телесно васпитање у Прокупљу
4. "ФК Топличанин" 1919 - 1999., Посвећена осамдесетогодишњици клуба
5. "Топлички крај", Београд ,1999. године, Мала енциклопедија Топлице - СПОРТ
6. "Кошаркашки клуб - Топличанин" 1952 - 2002., Посвећена педесетдвогодишњем јубилеју кошаркашког клуба
7. "ФК Топличанин", Прокупље, 2004., Омладинска школа фудбала - у сарадњи са господином Момчилом Станковићем

## Породица
Јевта се оженио са 35 година. Он и његова жена Славица имају сина Ивана (рођеног 1977) и кћерку Ивану (рођену 1984)